# Maria Katarzyna Irigoyen Echegaray
Maria Katarzyna Irigoyen Echegaray (ur. 25 listopada 1848 w Pampelunie, zm. 10 października 1918 w Madrycie) – hiszpańska błogosławiona Kościoła katolickiego. 

## Życiorys
Urodziła się 25 listopada 1848 r. w pobożnej rodzinie w Pampelunie. Była najmłodszą z ośmiorga dzieci swoich rodziców. 
Od najmłodszych lat charakteryzowała się pobożnością, co przejawiało się w gorliwym uczestniczeniu w nabożeństwach i eucharystiach. Powołanie do służby Bogu poczuła bardzo szybko, kiedy to w wieku 13 lat wstąpiła do Stowarzyszenia Córek Maryi. Po kilku latach zapragnęła wstąpić do zgromadzenia, którego misją była posługa chorym. Z powodu problemów rodzinnych musiała odłożyć tę decyzję na później. Wróciła do rodziców, gdzie otworzyła warsztat, w którym organizowała zajęcia dla dziewcząt. Zajmowały się one szyciem nowych ubrań oraz cerowaniem starych, aby następnie przekazać je ubogim. 
Po śmierci swoich rodziców, 31 grudnia 1881 r. wstąpiła do zgromadzenia Służebnic Maryi w Pampelunie. Kilka miesięcy później rozpoczęła nowicjat w nowym domu zgromadzenia w Madrycie, gdzie 12 marca 1882 r. przywdziała habit zakonny, 14 maja rok później złożyła pierwsze śluby zakonne, a 15 lipca 1889 r. śluby wieczyste. 
Siostra Katarzyna jest nazywana „Bożą pielęgniarką”, na który tytuł przysłużyła się jej posługa niesiona chorym. Jej dewizą życiową było:

Służę tylko, aby służyć

Przychodziła do domów chorujących na ospę, tyfus, cholerę i opiekowała się z nimi. Po wielu latach niesienia pomocy rozpoczęła zbiórkę funduszy na rzecz dzieła zgromadzenia.  
W wieku 65 lat zachorowała na gruźlicę kości. Zmarła 10 października 1918 r., mając 69 lat. 

### Beatyfikacja
Proces beatyfikacyjny rozpoczęto wkrótce po śmierci siostry Katarzyny. 30 marca 1981 r. Jan Paweł II wydał dekret o heroiczności cnót s. Marii Cataliny Irigoyen.
2 kwietnia 2011 r. Benedykt XVI upoważnił Kongregację Spraw Kanonizacyjnych do promulgowania 13 dekretów, wśród których znalazł się zapis dotyczący cudu przypisywanego wstawiennictwu Marii Katarzyny Irigoyen Echegaray.
Maria Katarzyna Irigoyen Echegaray została beatyfikowana przez papieża Benedykta XVI, 29 października 2011 roku.